# Ving Rhames
Irving Rameses "Ving" Rhames (Nueva York, 12 de mayo de 1959) es un actor estadounidense y ganador de un Globo de Oro.

## Biografía
Nació en Nueva York, hijo de Reather, ama de casa, y Ernest Rhames, un mecánico de automóviles. Sus padres fueron criados como aparceros en Carolina del Sur, llamaron a su hijo Irving por el periodista Irving Raskin Levine (fallecido en 2009), el cual mantuvo una larga y prolífica trayectoria en la NBC. Rhames creció en Harlem.
Entró en la Escuela de Nueva York de las Artes Escénicas, donde descubrió su gusto por la actuación. Después de la escuela secundaria, estudió teatro en la SUNY Purchase. Su compañero estudiante de actuación Stanley Tucci le dio su apodo de "Ving". Rhames después se trasladado a Juilliard, donde empezó su carrera en el teatro de Nueva York.
Empezó a hacerse popular en el periodo 1985-90, al intervenir en filmes de Brian De Palma, Adrian Lyne y Wes Craven. Posteriormente participó en títulos tan conocidos como Pulp Fiction de Quentin Tarantino, Striptease y la primera entrega de Misión: Imposible (también tuvo papeles en las cinco entregas posteriores).
En 1998, durante la ceremonia de los Globo de Oro en la que resultó vencedor frente a su gran ídolo, Jack Lemmon, decidió entregar su premio al veterano actor como reconocimiento a su gran carrera. Acto seguido, todos los asistentes a la gala se pusieron en pie para aplaudir tan noble gesto.

## Filmografía
- 2025: Misión imposible: Sentencia final
- 2024: Robot salvaje[2]
- 2024: The Instigators[3]
- 2024: The Garfield Movie[4]
- 2023: Misión imposible: Sentencia mortal - Parte 1
- 2018: Mission: Impossible - Fallout
- 2017: Call of Duty: WWII
- 2017: Guardianes de la Galaxia vol. 2
- 2015: Misión imposible: Nación secreta
- 2014: Jamesy Boy
- 2013: Death Race: Inferno
- 2013: Force of Execution
- 2012: Piranha 3DD
- 2011: Zombies Apocalypse
- 2011: Misión imposible: Protocolo fantasma
- 2011: Pimp Bullies víctimas de un prostíbulo
- 2010: Death Race 2
- 2010: Piranha 3D
- 2009: Surrogates
- 2009: The Tournament
- 2009: Echelon Conspiracy
- 2009: The Goods: The Don Ready Story
- 2008: Glad All Over
- 2008: The Gift
- 2008: The Bridge to Nowhere
- 2008: Phantom Punch
- 2008: Day of the Dead
- 2007: Evil Angel
- 2007: I Now Pronounce You Chuck & Larry
- 2007: A Broken Life
- 2007: Ascension Day
- 2007: Football Wives
- 2007: Animal 2
- 2006: American Gangster (serie de televisión).
- 2006: Idlewild
- 2006: Leroy & Stitch (voz)
- 2006: Misión imposible 3
- 2006: Aquaman
- 2005: Shooting Gallery
- 2005: Animal
- 2005: Kojak (serie de televisión)
- 2005: Back in the Day (Cuentas pendientes)
- 2004: Dawn of the Dead (Amanecer de los muertos/El amanecer de los muertos)
- 2003: Sin (El color de la venganza/Pecado)
- 2003: Stitch! The Movie (La película de Stitch)
- 2003: The District (serie de televisión)
- 2003: Freedom: A History of Us (serie de televisión)
- 2002: Dark Blue
- 2002: The Proud Family - A Hero for Halloween (serie de televisión, voz)
- 2002: RFK
- 2002: Lilo & Stitch (Lilo y Stitch) (voz)
- 2002: Undisputed (Contraataque/Invicto)
- 2002: Little John
- 2002: Sins of the Father
- 2001: UC: Undercover
- 2001: Final Fantasy: The Spirits Within (Fantasía final: El espíritu en nosotros/Final fantasy: La fuerza interior) (voz)
- 2001: Baby Boy (El rey de la calle)
- 2000: Holiday Heart
- 2000: American Tragedy
- 2000: Misión imposible 2
- 1999: Bringing Out the Dead (Al límite/Vidas al límite)
- 1999: Entrapment (La emboscada/La trampa)
- 1998: Out of Sight (Un romance peligroso/Un romance muy peligroso)
- 1998: Body Count (La huida)
- 1998: Don King: Only in America
- 1997: Con Air (Con Air: convictos en el aire)
- 1997: Rosewood
- 1997: Dangerous Ground (Tierra de odios)
- 1996: Striptease
- 1996: Misión imposible
- 1995: Deadly Whispers
- 1995: Kiss of Death (El sabor de la muerte)
- 1995: Ed McBain's 87th Precinct: Lightning (Brigada 87)
- 1994: Drop Squad
- 1994: Pulp Fiction (Tiempos violentos)
- 1994: Philly Heat (serie de televisión)
- 1994-1996: ER (Urgencias) (serie de televisión)
- 1993: The Saint of Fort Washington (Ángeles sin cielo)
- 1993: Dave (Dave, presidente por un día)
- 1993: Blood in, Blood Out (Blood In, Blood Out/Sangre por sangre)
- 1992: Terror on Track 9
- 1992: Stop! Or My Mom Will Shoot (¡Alto!, o mi madre dispara/Para o mi mamá dispara)
- 1991: The People Under the Stairs (La gente detrás de las paredes/El sótano del miedo)
- 1991: L'Amérique en otage
- 1991: Homicide (Homicidio)
- 1991: Flight of the Intruder (El vuelo del Intruder)
- 1990: Jacob's Ladder (La escalera de Jacob)
- 1990: When You Remember Me (Cuando te acuerdes de mí)
- 1990: The Long Walk Home (El largo camino a casa)
- 1990: Rising Son (Mi única razón)
- 1989: Casualties of War (Corazones de hierro/Pecados de guerra)
- 1988: Patty Hearst
- 1986: Native Son (El paria)
- 1985: Go Tell It on the Mountain (El hijo del predicador)